# Anilocra koolanae
Anilocra koolanae är en kräftdjursart som beskrevs av Bruce 1987. Anilocra koolanae ingår i släktet Anilocra och familjen Cymothoidae. Inga underarter finns listade i Catalogue of Life.